# ناتسومی کیورا
ناتسومی کیورا (انگلیسی: Natsumi Kiyoura؛ زادهٔ ۴ ژوئیهٔ ۱۹۹۰) بازیگر، خوانندگی اهل ژاپن است. وی از سال ۲۰۰۳ میلادی تاکنون مشغول فعالیت بوده‌است.